# Johann Melchior Kubli

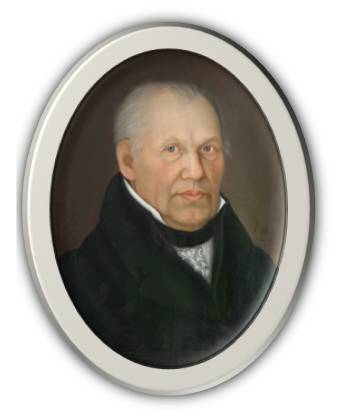
Johann Melchior Kubli

Johann Melchior Kubli (* 16. September 1750 in Netstal; † 3. Januar 1835 in Quinten) war ein Schweizer Politiker. Er war Repräsentant in Basel und Vermittler im „Gossauerhandel“, Senator und Präsident des Senates der Helvetischen Republik, Grossrat und Regierungsrat in St. Gallen, förderte die Reformpädagogik Pestalozzis und war ein erfolgreicher Wein- und Obstbauer. Bekannt ist er vor allem durch seine Rolle als Gerichtsschreiber im Hexenprozess um Anna Göldi im Jahr 1782.

## Leben
Laut Nachruf wurde er am 13. September 1750 in Netstal geboren. In den genealogischen Sammlungen in Glarus wurde seine Geburt auf den 16. September 1750 dokumentiert. Er war das erste Kind von Caspar und Katharina Kubli (geb. Zopfi). Sein Vater war Geschäftsmann, Landschreiber und Gesandter. Die Familie betrieb eine Sägerei und Holzhandel in Netstal. Caspar Kubli gehörte bereits 1749 einer Gruppe von Glarnern an, die Handelsgeschäfte mit Frankreich betrieben. Nach dem Tod des Vaters übernahm Johann Melchior Kubli 15-jährig die Führung des Sägereibetriebes und des Holzhandels. Im Jahr 1768, nachdem er vorzeitig für mündig erklärt worden war, wurde er als Nachfolger seines Vaters Landschreiber. Im Amt des Landschreibers blieb er während 24 Jahren tätig. Im Jahr 1776 wurde er Ratsherr in Glarus.
Im Jahr 1782 amtete Kubli als Gerichtsschreiber und Ratsherr im Prozess gegen Anna Göldi. Sie war die letzte Frau, die in Europa als angebliche Hexe hingerichtet worden ist. Kubli bezog Stellung für die Angeklagte, plädierte für ihre Unschuld und gegen die Anwendung der Folter. Er war es, der die Geheimakten zum Entsetzen der glarnerischen Behörden veröffentlichen liess. Walter Hauser stiess 2006 auf das sog. Stammbuch des deutschen Publizisten Heinrich Ludewig Lehmann (Ava Fautoribus Amicisque) und veröffentlichte 2007 dieses historische Dokument von 1782 als Erster in seinem Buch Der Justizmord an Anna Göldi. Im Stammbuch haben sich verschiedene Hauptfiguren des Anna Göldi-Prozesses handschriftlich eingetragen. Eine Textpassage im Stammbuch erbringt den Beweis, dass der Gerichtsschreiber Kubli die geheimen Gerichtsakten dem Journalisten Lehmann ausgehändigt hatte. Durch diese Indiskretion von Kubli wurde der Hexenprozess gegen Anna Göldi europaweit publik. Es handelte sich um einen der ersten Fälle von Whistleblowing in Europa.
In den kommenden Jahren wuchs sein Einfluss. Er wurde 1792 Landesfähnrich, 1794 Salzdirektor, 1796 eidgenössischer Repräsentant. Im Jahr 1797 war er Gesandter in Basel und Vermittler im so genannten „Gossauerhandel“, einem Streit zwischen den Toggenburgern und dem Fürstabt von St. Gallen. In der Folge erhielten die aufständischen Untertanengebiete des Klosters St. Gallen einen eigenen Landrat mit Siegel. Im Jahr 1798 schlug Kubli an einer Landsgemeinde vor, die Glarner Untertanengebiete in die Eigenständigkeit zu entlassen. Im Gegenzug konnte Kubli die Untertanengebiete zu Verbündeten der Glarner gegen die Bedrohung durch Frankreich gewinnen.
Im Mai 1798 wurde Kubli zum helvetischen Senator der neu ausgerufenen Helvetischen Republik gewählt. Er vertrat den neu gegründeten Kanton Linth, zu welchem Glarus gehörte. Noch im gleichen Jahr wurde er zum Präsidenten des Senats gewählt. Er unterzeichnete die Ratifikation vom 30. November 1798 mit Frankreich, die den Franzosen einen Hilfstrupp von 18‘000 freiwilligen Soldaten versprach. Dies konnte nie eingehalten werden, dennoch gelang es Kubli das Vertrauen der Franzosen zu gewinnen und die Ostschweiz vor einem Krieg zu bewahren. Zusammen mit Senator Heinrich Krauer von Luzern legte er dem Parlament einen Verfassungsentwurf vor. Dieser ging in die Geschichte ein, als der Verfassungsentwurf vom 5. Heumonat ein. Die darin enthaltenen Ideen flossen 1848 in die heutige schweizerischen Bundesverfassung mit ein. Nach einem zweiten Staatsstreich wurde der helvetische Senat unter französischer Militärgewalt aufgelöst. Kubli kehrte ins Glarnerland zurück. Er setzte sich stark für die Pestalozzi-Methode ein, den Strassenbau und die Aufteilung der Allmeinden. Im Jahr 1808 siedelte er nach Quinten über. Er hatte dort Jahre zuvor ein Haus gekauft. Er widmete sich dem Obst- und Rebbau und kaufte die besten Sorten aus dem Ausland und bei der Baumschule Nüsperli in Aarau. Die Feigenbäume waren mit fünf Rappen das Stück eine teure Obstsorte, doch gedeihen sie im Quintener Klima hervorragend. Sie sind mittlerweile zu einem Wahrzeichen von Quinten geworden. Er betrieb zudem eine Schafszucht und züchtete Merinoschafe.
In Quinten schlichtete er einen jahrelangen Streit über die Holznutzung und legte die Grenzen des Ortes fest. Er lehrte den Säckelmeister, wie ein Gemeindewesen zu führen sein. Als Dank erhielt Kubli das Ehrenbürgerrecht in Quinten. Im Jahr 1813 wurde er in den Grossen Rat von St. Gallen gewählt. Bei den Erneuerungswahlen im Jahr 1815 wurde er Regierungsrat und stand dem Justiz- und Polizeiwesen vor. 1830 wurde er nicht wiedergewählt und kehrte nach Quinten zurück. Gegen Ende 1834 begann er zu kränkeln.  Er starb am 3. Januar 1835 im Kublihaus in Quinten und wurde auf dem reformierten Friedhof in Mühlehorn beigesetzt.

## Gedenktafel
Im Rahmen einer Gedenkfeier wurde am 29. November 2015 in der reformierten Kirche in Mühlehorn an den grossen Staatsmann, Johann Melchior Kubli, erinnert. 180 Jahre nach seinem Tod wurde zu seinen Ehren wurde auf dem Friedhof eine Gedenktafel errichtet.

## Biographie
- Nicole Lieberherr: Johann Melchior Kubli (1750–1835) – Fürsprecher im Hexenhandel um Anna Göldi. Baeschlin Verlag, Glarus 2010, ISBN 978-3-85546-223-0.

## Film
- Anna Göldin – Letzte Hexe (1991), Regie: Gertrud Pinkus, Dominique Horwitz in der Rolle von Kubli

## Musical
- Anna Göldi – Das Musical (2017), Roland Hermann in der Rolle von Kubli